# بعثة كوك الثانية

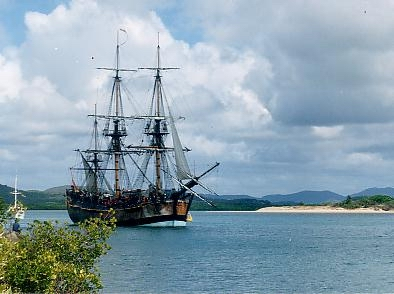
نسخة من سفينة كوك ترسو في ميناء مدينة كوك في نفس المكان الذي رست فيه السفينة الأصلية لمدة 7 أسابيع عام 1770م.

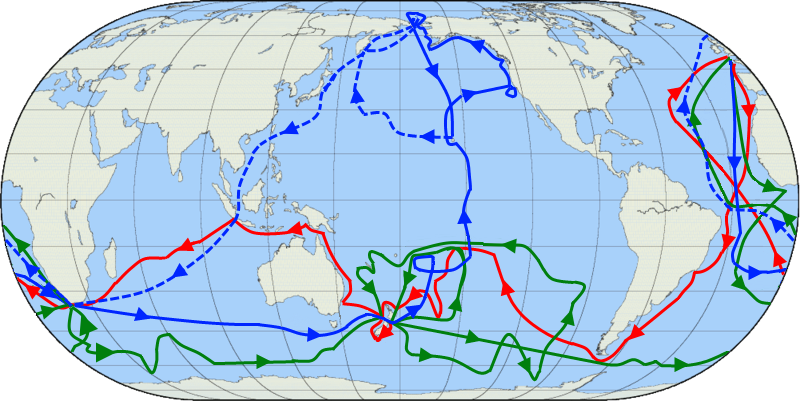
رحلة كوك الثانية مبينة باللون الأخضر

جزء من رحلة كوك الثانية حول القارة القطبية الجنوبية.

بدأت رحلة جيمس كوك الثانية عام 1772 وانتهت عام 1775، وجاءت بتفويض من الحكومة البريطانية ووفقاً لإرشادات الجمعية الملكية، والهدف منها الدوران حول الكرة الأرضية حتى أقصى الجنوب، للتأكد أخيراً من وجود كتلة أرضية في أقصى الجنوب، أو ما عُرف وقتها بـ «تيرا أوستراليس» أو أرض أستراليس المجهولة. أظهر كوك خلال رحلته الأولى، وعن طريق الدوران حول نيوزيلندا، أن الأخيرة ليست متصلة بأي كتلة أرضية جنوباً، وخطط كوك تقريباً الساحل الشرقي لأستراليا بالكامل خلال رحلته، لكن ساد الاعتقاد وقتها أن «تيرا أستراليس» تقع في أقصى الجنوب. اعتقد أليكسندر دالريمبل وأعضاء آخرون في الجمعية الملكية أن تلك القارة الجنوبية الضخمة لا بدّ أن تكون حقيقيّة. وبعد حصول تأخير جراء المطالب غير المنطقية لعالم النبات جوزيف بانكس، جُهزّت السفينتان «ريزولوشن» و«أدفنشر» لتلك الرحلة، وانطلقتا نحو القارة المتجمدة في شهر يوليو من عام 1772.
في السابع عشر من شهر يناير عام 1773، كانت سفينة ريزولوشن أولى السفينتين في الإبحار جنوب الدائرة القطبية الجنوبية، وقامت بذلك مرتين خلال تلك الرحلة. حدث العبور الأخير في الثالث من شهر فبراير عام 1774، وكان ذلك أقصى اختراقٍ نحو الجنوب، فوصلت السفينة إلى دائرة العرض 71 درجة و10 دقائق زاويّة جنوباً وخط الطول 106 درجة و54 دقيقة زاويّة غرباً. اتبع كوك سلسلة من عمليات المسح واسعة المدى عبر المحيط الهادئ، وأثبت أخيراً عدم وجود ما عُرف بـ «تيرا أستراليس» عقب إبحاره ضمن معظم المناطق التي من المفترض أن تودي إليها.
خلال مسار الرحلة، عرّج كوك على جزيرة القيامة وجزر ماركيساس وجزر الجمعية ونييوي وجزر تونغا وهيبريدس الجديدة وكاليدونيا الجديدة وجزيرة نورفولك وجزيرة بالمرستون وجزر جنوب الساندويش وجنوب جورجيا، الكثير من تلك الجُزر والمواقع سُميت من طرف كوك نفسه. أثبت كوك أن تيرا أستراليس ليست سوى أسطورة، وتوقع وجود المنطقة القطبية الجنوبية وراء الحاجز الجليدي.
في تلك الرحلة، استخدم ويليام ويلز نموذج الكرونوميتر البحري المعروف بـ لاركوم كيندال كي 1، وحسب عن طريقه خطوط الطول. دوّن ويلز أيضاً سجل أحوال السفينة، فسجّل المواقع والظروف الجوية، واستخدام الأدوات المختلفة واختبارها، وسجّل أيضاً الكثير من الملاحظات حول السكان والأماكن أثناء مروره بهم خلال الرحلة.

## مبدأ الرحلة
في عام 1752، وجد ألكسندر دالريمبل، وهو عضوٌ في الجمعية الملكية في لندن، أن شهادة لويس فاز دي توريس تثبت وجود معبر جنوب غينيا الجديدة، يُعرف حالياً بمضيق توريس، بينما كان ألكسندر يترجم بعض الوثائق الإسبانية التي عثر عليها في الفيليبين. قاد هذا الاكتشاف دالريمبل إلى نشر «مجموعة تاريخية حول الرحلات والاكتشافات المختلفة في جنوب المحيط الهادئ». بين عامي 1770 و1771، برز اهتمام عالمي في ادعاء دالريمبل المتعلق بوجود قارة مجهولة. وبعد مضي فترة قصيرة على عودة جيمس كوك من رحلته الأولى عام 1771، فوّضت الجمعية الملكية كوك للقيام برحلة ثانية بحثاً عن القارة الجنوبية المفترضة، والتي دُعيت وقتها بـ «أرض أستراليس المجهولة».

## الرحلة
غادرت الرحلة الثانية لكوك من خليج بليموث ساوند يوم الاثنين في الثالث عشر من شهر يوليو عام 1772. كان أول مرفأ رست فيه السفينة في فونشال على جزر ماديرا، ووصلت إلى هناك في الأول من شهر أغسطس. مدح كوك سفينته وجودة إبحارها في تقرير إلى الأميرالية، وكتب أنها «تُوجَّه وتعمل وتبحر بشكل جيد، وهي صلبة بشكل ملفت للنظر، ويبدو أنها ستبقى جافة وسهلة الإبحار في المياه». تزودت السفينة مجدداً بالماء العذب ولحم البقر والفواكه والبصل، وتوقفت لاحقاً في جزر الرأس الأخضر للتزود بالمؤن مرة أخرى بعد أسبوعين، ثم أبحرت جنوباً تجاه رأس الرجاء الصالح. رست سفينة ذا ريزولوشن في خليج تيبل في الثلاثين من شهر أكتوبر، وكان طاقمها بأكمله يتمتع بصحة جيدة نتيجة فرض كوك نظام نظافةٍ وحميةً غذائية مشددة. وهناك، انضم عالم النبات السويدي أنديرس سبارمان إلى البعثة.
غادرت السفينتان الرأس في الثاني والعشرين من شهر نوفمبر عام 1772 واتجهتا نحو المنطقة الواقعة جنوب المحيط الأطلسي، حيث ادعى الملاح الفرنسي بوفيه رؤية أرض أطلق عليها اسم رأس التطهير. وبعد فترة قصيرة من الإبحار، واجه الطاقم طقساً شديد البرودة، وحصل الطاقم في الثالث والعشرين من شهر نوفمبر عام 1772 على سترٍ تُدعى «فيرنوت» وسراويل على نفقة الحكومة. وفي أوائل شهر ديسمبر، كان الطاقم يبحر عبر الضباب الكثيف، وشاهدوا «جزراً جليدية». لم يعثر كوك على الجزيرة التي ادعى بوفيه أنها تقع على دائرة عرض 54 درجة. ولاحقاً، حاصرت الكتل الجليدية الطافية السفينة، لكن في الأسبوع الثاني من شهر يناير، أي في منتصف شهر الصيف في الجزء الجنوبي من الكرة الأرضية، خفّت شدة البرودة واستطاع كوك الإبحار بالسفن جنوباً عبر الجليد ليصل إلى الدائرة القطبية الجنوبية في السابع عشر من شهر يناير. في اليوم التالي، عرقل الجليد رحلة البعثة بشكل هائل، لذا غيّر الطاقم مسار الرحلة واتجهت السفينتان نحو الشمال الشرقي.
في الثامن من شهر فبراير عام 1773، انفصلت سفينتا ريزولوشن وأدفنشر عن بعضهما جراء الضباب القطبي الجنوبي. وجّه توبياس فورنيو، ربّان سفينة أدفنشر، طاقمه والسفينة نحو نقطة الالتقاء في خليج الملكة شارلوت (نيوزيلندا)، وتلك منطقة رسم كوك مخططها عام 1770. وفي الطريق نحو نقطة الالتقاء، استطلعت سفينة أدفنشر الساحل الجنوبي والشرقي لتزمانيا (والتي عُرفت وقتها بـ «أرض فان ديمين»)، وأُطلق هناك اسم السفينة على الخليج المعروف اليوم باسم خليج أدفنشر. رسم فورنيو أول مخطط بريطاني لذاك الساحل، ولكن بما أنه لم يدخل مضيق باس، افترض أن تزمانيا جزءٌ من أستراليا. وصلت سفينة أدفنشر إلى خليج الملكة شارلوت في السابع من شهر مايو عام 1773. استكمل كوك استكشافاته في أقصى الجنوب الشرقي، وفي منتصف شهر مارس، قرر التوجه نحو خليج دسكي في الجزيرة الجنوبية لنيوزيلندا حيث رست السفينتان حتى الثلاثين من شهر أبريل. وصلت سفينة ذا ريزولوشن إلى نقطة الالتقاء في خليج الملكة شارلوت في السابع عشر من شهر مايو. ومن شهر يونيو حتى شهر أكتوبر، استكشفت السفينتان الجزء الجنوبي من المحيط الهادئ، ووصلتا إلى تاهيتي في الخامس عشر من شهر أغسطس، وهناك، صعد شعب الأوماي والراياتيا على متن سفينة أدفنشر (أصبح شعب الأوماي أول شعب من سكان جزر المحيط الهادئ يزور أوروبا، قبل أن يعودوا إلى هايتي برفقة كوك عام 1776).
بعد التوقف في تونغا، عادت السفينتان إلى نيوزيلندا، لكنهما انفصلتا جراء عاصفة في الثاني والعشرين من شهر أكتوبر. في هذه المرة، لم تستطع السفينتان الالتقاء في خليج الملكة شارلوت –فغادرت سفينة ريزولوشن في السادس والعشرين من شهر نوفمبر، أي بعد مضي 4 أيامٍ على وصول سفينة أدفنشر. ترك كوك رسالة مدفونة في الرمال وضّح فيها خططه المتمثلة باستكشاف جنوب المحيط الهادئ والعودة إلى نيوزيلندا. وفي نيوزيلندا، خسر فورنيو بعضاً من رجاله خلال احتكاكهم بشعب الماوري، وأبحر في النهاية نحو بريطانيا، وانطلق في الثاني والعشرين من شهر ديسمبر عام 1773 عبر كيب هورن، فوصل إلى إنجلترا في الرابع عشر من شهر يوليو عام 1774.

## القيادة
- جيمس كوك، القائد القبطان.

### الملازمين
- روبرت كوبر باليسير.
- تشارلز كليرك.
- ريتشارد بيكرسجل.

### الضباط البحريون
- جيومس كولنات.
- ويليام هارفي.
- تشارلز بليموث.
- توماس ويليس.
- جيمس بورني، رقي إلى ملازم ثاني على سفينة أدفانتشر سنة 1772.
- جورج فانكوفر.

### الأطباء الجراحين
- جيمس باتن.
- وليام أندرسون.

### علماء الفلك
- وليام ويلز.

### علماء النبات
- يوهان راينولد فورستر.
- جورج فورستر.
- أندرس سبارمن، إنظم إلى البعثة في 1772 من كيب تاون، و عاد إليها سنة 1775.

### الرسامين
- وليام هودج.

### الركاب
- فرانسيس ماسون، عالم نبات، أنزل في كيب تاون سنة 1772.
- أودايدي، إنظمت إلى البعثة بورا بورا سنة 1773، وتركت في أولياتي سنة 1774.

## أيتش أم أس أدفانتشر
أيتش أم أس أدفانتشر  هيس سفينة ذات ثلاثة صواري تتحمل 336 طن. خلال البعثة، كان طاقم هذه السفينة يتكون من 68 شخص و 13 جندي، وتوفي 17 شخصا من الركاب بينهم 10 أكلهم سكان الماوري.

### القيادة
- توبياس فورنوكس.

### الملازمين
- الملازم الأول : جوزيف شانك، ترك مريضا في كيب تاون سنة 1772.
- الملازم الثاني : آرثر كيمبي، رقي لملازم أول.
- جيمس بورني.

### الضباط البحريون
- توماس ودهاوس، قتل من قبل الماوري سنة 1773.
- لوف كونستابل.
- ريتشارد هيرغرت.
- جورج موراي.
- صموئيل كيمب، توفي في البحر سنة 1773.
- هنري لايفوت.
- جون لمبرشت.

### السيد الأول
- بيتر فانين.

### السيد الثاني
- جون رو، قتل من قبل الماوري سنة 1773.

### قائد الجنود
- جون إدجيكومب، رقيب وأصبح ملازم ثاني.

### الأطباء الجراحين
- توماس اندروز.

### علماء الفلك
- وليام بيلي.

### الركاب
- أوماي، إنظمت إلى البعثة من أولياتي سنة 1773.

## التسلسل الزمني
- 11 يوليو 1772، السفينتين تغادران بليموث بقيادة جيمس كوك.
- من 10 أغسطس إلى 14 أغسطس 1772، البعثة تتوقف في الرأس الأخضر لتمتد بالماء.
- من 23 أكتوبر إلى 23 نوفمبر 1772، البعثة تتوقف في كيب تاون لإصلاح السفينتين.
- 10 ديسمبر 1772، سفينة ريزولوشن و سفينة أدفانتشر  تدخلان إلى المياه المتجمدة في القطب الجنوبي.
- 17 يناير 1773، السفينتين تمران حول أنتاركتيكا.
- 8 فبراير 1773، السفينة أدفانتشر إنحرفت عن مسارها بسبب الضباب، ولذلك لم يعد بوسع السفينتين رؤية بعضهما.
- من 15 مارس إلى 7 يونيو 1773، السفينة ريزولوشن تتوقف في مضيق الملكة شارلوت بجانب نيوزيلندا. و هنا وجد القبطان كوك قبطان السفينة الثانية القبطان توبياس فورنوكس بعد 6 أسابيع من الضياع.
- من 16 أغسطس إلى 17 سبتمبر 1773، البعثة تمر من تاهيتي، و هنا وصل خبر محزن للقبطان كوك وهو أن الملكة أوبيريا التي سبق وإستقبلته في بعثته الأولى قد استبدلت بإبن شقيقها أوتو الذي أصبح في الحكم.
- 21 نوفمبر 1773، السفينتين تصبحان في شمال نيوزيلندا، ولكن بعد حدوث عاصفة، ضاعت السفينتين عن بعضهما، ولكن هذه المرة نهائيا.
- 25 نوفمبر 1773، كوك يبتعد عن القطب الجنوبي المتجمد.
- من 12 ديسمبر 1773 إلى 6 فبراير 1774، كوك يعود إلى القطب الجنوبي المتجمد.
- 30 يناير 1774، كوك لم يصل فقط إلى القطب الجنوبي بل ابتعد إلى قلبه ووصل إلى نقطة لم يصلها قبله أحد.
- من 11 مارس إلى 11 أبريل 1774، سفينة ريزولوشن تتوقف في جزيرة القيامة أين تقف التماثيل العملاقة شامخة فيها.
- من 23 أبريل إلى 13 مايو 1774، كوك يقوم بوقف آخر في تاهيتي، و لكنه إنذهل من الإستقبال الحار والحفاوة المقدمة من الملك أوتو ابن شقيق أوبيريا الملكة التي إستقبلته في الرحلة الأولى، حيث استبدل كوك وأوتو الهدايا.
- من 11 نوفمبر إلى 24 ديسمبر 1774، البعثة تعبر كايب هورن عبر أرض النار.
- 29 يوليو 1774، بعد ثلاثة سنوات وثمانية عشر شهرا، سفينة كوك تدخل سبيتهاد في إنجلترا.